# Zoea (sous-marin, 1913)
Pour les articles homonymes, voir Zoea (sous-marin).
Le Zoea est un sous-marin de la classe Medusa, en service dans la Regia Marina lancé au début des années 1910 et ayant servi pendant la Première Guerre mondiale.

## Caractéristiques
La classe Medusa déplaçait 250 tonnes en surface et 305 tonnes en immersion. Les sous-marins mesuraient 45,15 mètres de long, avaient une largeur de 4,2 mètres et un tirant d'eau de 3 mètres. Ils avaient une profondeur de plongée opérationnelle de 40 mètres. Leur équipage comptait 2 officiers et 19 sous-officiers et marins. 
Pour la navigation de surface, les sous-marins étaient propulsés par deux moteurs diesel FIAT de 325 chevaux-vapeur (cv) (239 kW) chacun  entraînant deux arbres d'hélices. En immersion, chaque hélice était entraînée par un moteur électrique  Savigliano de 150 chevaux-vapeur (110 kW). Ils pouvaient atteindre 12,5 nœuds (23,1 km/h) en surface et 8,2 nœuds (15,1 km/h) sous l'eau. En surface, la classe Medusa avait une autonomie de 1 200 milles nautiques (2 222 km) à 8 noeuds (14,8 km/h); en immersion, elle avait une autonomie de 54 milles nautiques (100 km) à 6 noeuds (11,1 km/h).
Les sous-marins étaient armés de deux tubes lance-torpilles à l'avant de 45 centimètres, pour lesquels ils transportaient un total de 4 torpilles.

## Construction et mise en service
Le Zoea est construit par le chantier naval Orlando de Livourne en Italie, et mis sur cale le 18 octobre 1910. Il est lancé le 2 mars 1913 et est achevé et mis en service le 10 juillet 1913. Il est commissionné le même jour dans la Regia Marina.

## Historique
Dans la première période de sa vie opérationnelle, le Zoea est employé dans le nord de la mer Tyrrhénienne, effectuant quelques croisières d'entraînement,.
En 1914, il est basé à Messine, au sein du 1er escadron de sous-marins,,.
Il est ensuite transféré, avec son navire-jumeau (sister ship) Jalea et avec l'escorte du navire de soutien Lombardia, à Venise, en restant en force dans le Ier escadron,.
Le 24 mai 1915, date de l'entrée de l'Italie dans la Première Guerre mondiale, il est commandé par le lieutenant de vaisseau (tenente di vascello) Renato Senigaglia',,.
Il est d'abord utilisé dans des missions à des fins défensives,.
Puis il est placé sous le contrôle direct du Commandement départemental en chef et il est toujours employé pour la défense mobile de Venise.
En 1916, il devient chef d'escadron du IIe Escadron de sous-marins, avec un redéploiement à Ancône,. En janvier 1917, il est commandé par le lieutenant de vaisseau Mariotti.
À partir de ce mois-là, avec le lieutenant de vaisseau Gaetano Sansone comme nouveau commandant, il est à nouveau employé à des fins défensives dans les eaux côtières entre Ancône et Porto Corsini,.
Le 26 novembre 1917, alors qu'il navigue par mauvais temps, le Zoea s'échoue près de Rimini. Il peut être désengagé et remorqué à Venise pour réparation le 1er décembre.
Cependant, le sous-marin ne reprendra jamais du service: mis en réserve au cours du même mois de décembre 1917, il est désarmé quelque temps plus tard, radié en 1918 puis mis au rebut.
Pendant la Première Guerre mondiale, le Zoea a effectué un total de 32 missions défensives et 8 missions offensives,.